# Morgny-la-Pommeraye
Morgny-la-Pommeraye est une commune française située dans le département de la Seine-Maritime en région Normandie.

## Géographie

### Localisation
| Saint-André-sur-Cailly | Pierreval           | Bierville         |
| Quincampoix            | Morgny-la-Pommeraie |                   |
| La Vieux-Rue           |                     | Blainville-Crevon |

### Hydrographie
La commune est située dans le bassin Seine-Normandie. Elle n'est drainée par aucun cours d'eau,.

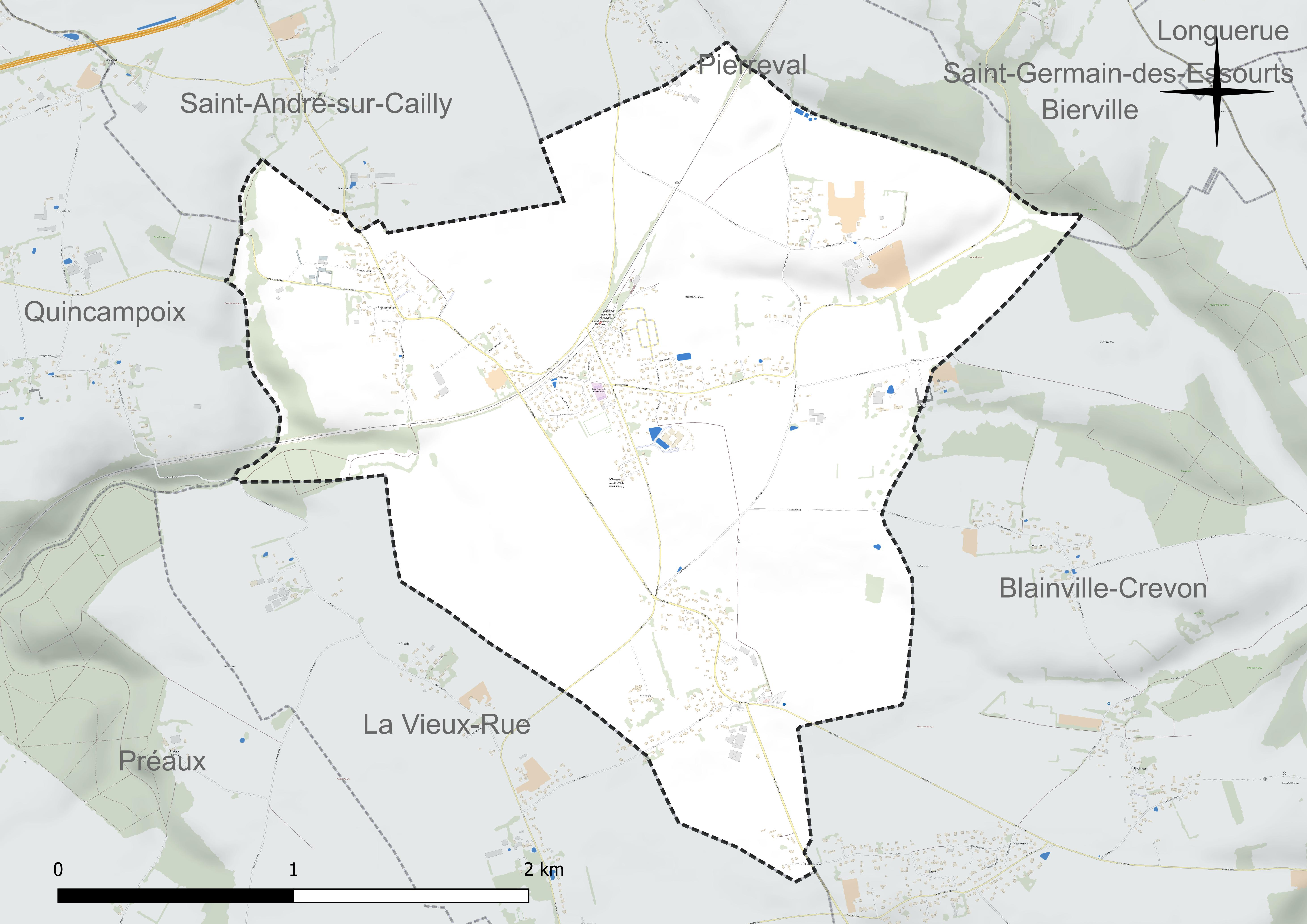
Réseau hydrographique de Morgny-la-Pommeraye.

### Climat
Pour des articles plus généraux, voir Climat de la Normandie et Climat de la Seine-Maritime.
En 2010, le climat de la commune est de type climat océanique dégradé des plaines du Centre et du Nord, selon une étude du CNRS s'appuyant sur une série de données couvrant la période 1971-2000. En 2020, Météo-France publie une typologie des climats de la France métropolitaine dans laquelle la commune est exposée à un climat océanique et est dans la région climatique Côtes de la Manche orientale, caractérisée par un faible ensoleillement (1 550 h/an) ; forte humidité de l’air (plus de 20 h/jour avec humidité relative > 80 % en hiver), vents forts fréquents. Parallèlement le GIEC normand, un groupe régional d’experts sur le climat, différencie quant à lui, dans une étude de 2020, trois grands types de climats pour la région Normandie, nuancés à une échelle plus fine par les facteurs géographiques locaux. La commune est, selon ce zonage, exposée à un « climat maritime », correspondant au Pays de Caux, frais, humide et pluvieux, légèrement plus frais que dans le Cotentin.
Pour la période 1971-2000, la température annuelle moyenne est de 10,3 °C, avec une amplitude thermique annuelle de 14 °C. Le cumul annuel moyen de précipitations est de 878 mm, avec 13,3 jours de précipitations en janvier et 8,8 jours en juillet. Pour la période 1991-2020, la température moyenne annuelle observée sur la station météorologique la plus proche, située sur la commune de Rouen à 14 km à vol d'oiseau, est de 12,6 °C et le cumul annuel moyen de précipitations est de 817,9 mm,. Pour l'avenir, les paramètres climatiques de la commune estimés pour 2050 selon différents scénarios d’émission de gaz à effet de serre sont consultables sur un site dédié publié par Météo-France en novembre 2022.

## Urbanisme

### Typologie
Au 1er janvier 2024, Morgny-la-Pommeraye est catégorisée commune rurale à habitat dispersé, selon la nouvelle grille communale de densité à sept niveaux définie par l'Insee en 2022.
Elle est située hors unité urbaine. Par ailleurs la commune fait partie de l'aire d'attraction de Rouen, dont elle est une commune de la couronne,. Cette aire, qui regroupe 317 communes, est catégorisée dans les aires de 200 000 à moins de 700 000 habitants,.

### Occupation des sols

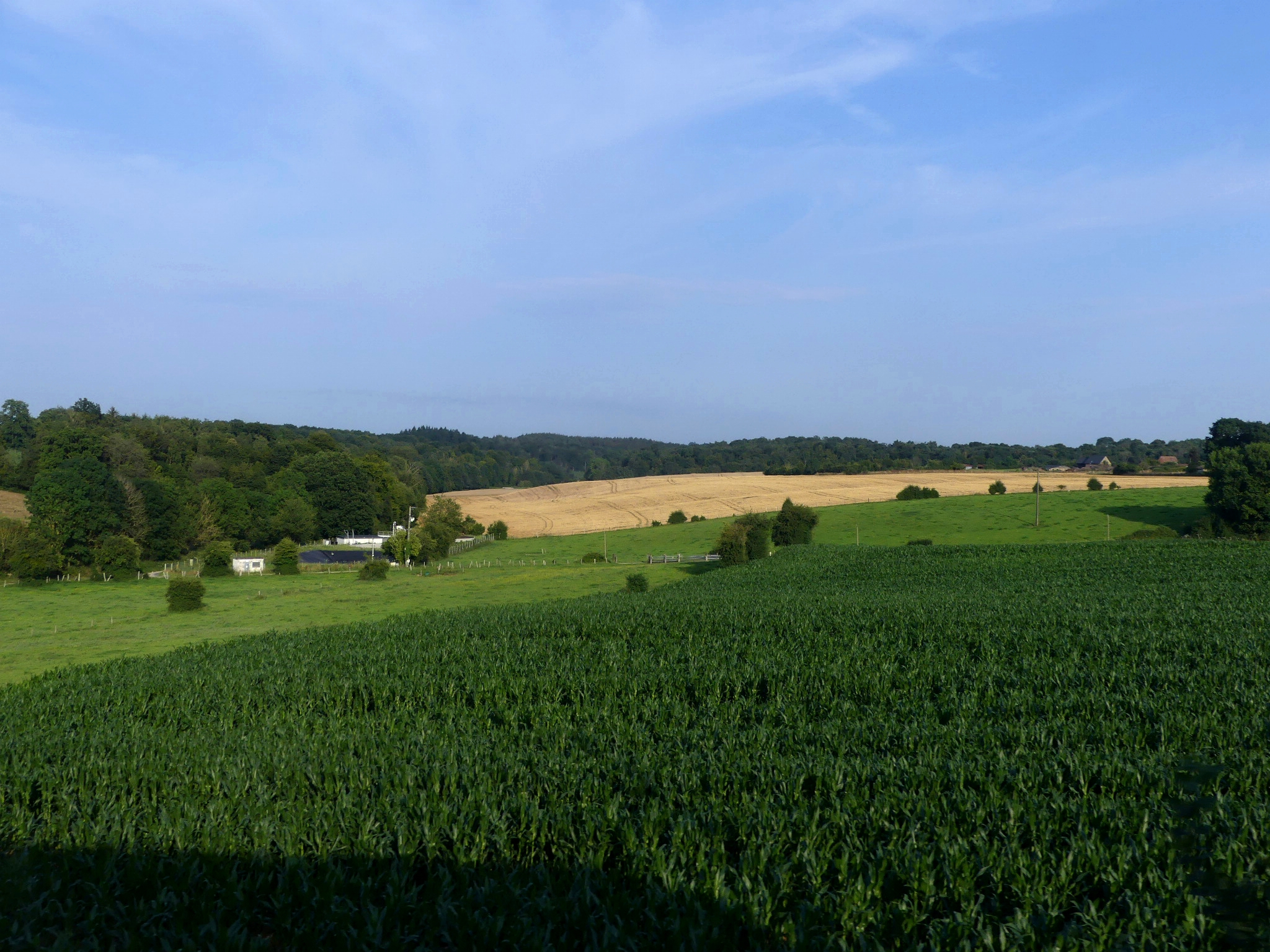
Champs au nord de la commune.

L'occupation des sols de la commune, telle qu'elle ressort de la base de données européenne d’occupation biophysique des sols Corine Land Cover (CLC), est marquée par l'importance des territoires agricoles (85,2 % en 2018), en diminution par rapport à 1990 (87,8 %). La répartition détaillée en 2018 est la suivante : 
terres arables (60,5 %), prairies (17,5 %), zones urbanisées (9,4 %), zones agricoles hétérogènes (7,2 %), forêts (5,4 %). L'évolution de l’occupation des sols de la commune et de ses infrastructures peut être observée sur les différentes représentations cartographiques du territoire : la carte de Cassini (XVIIIe siècle), la carte d'état-major (1820-1866) et les cartes ou photos aériennes de l'IGN pour la période actuelle (1950 à aujourd'hui).

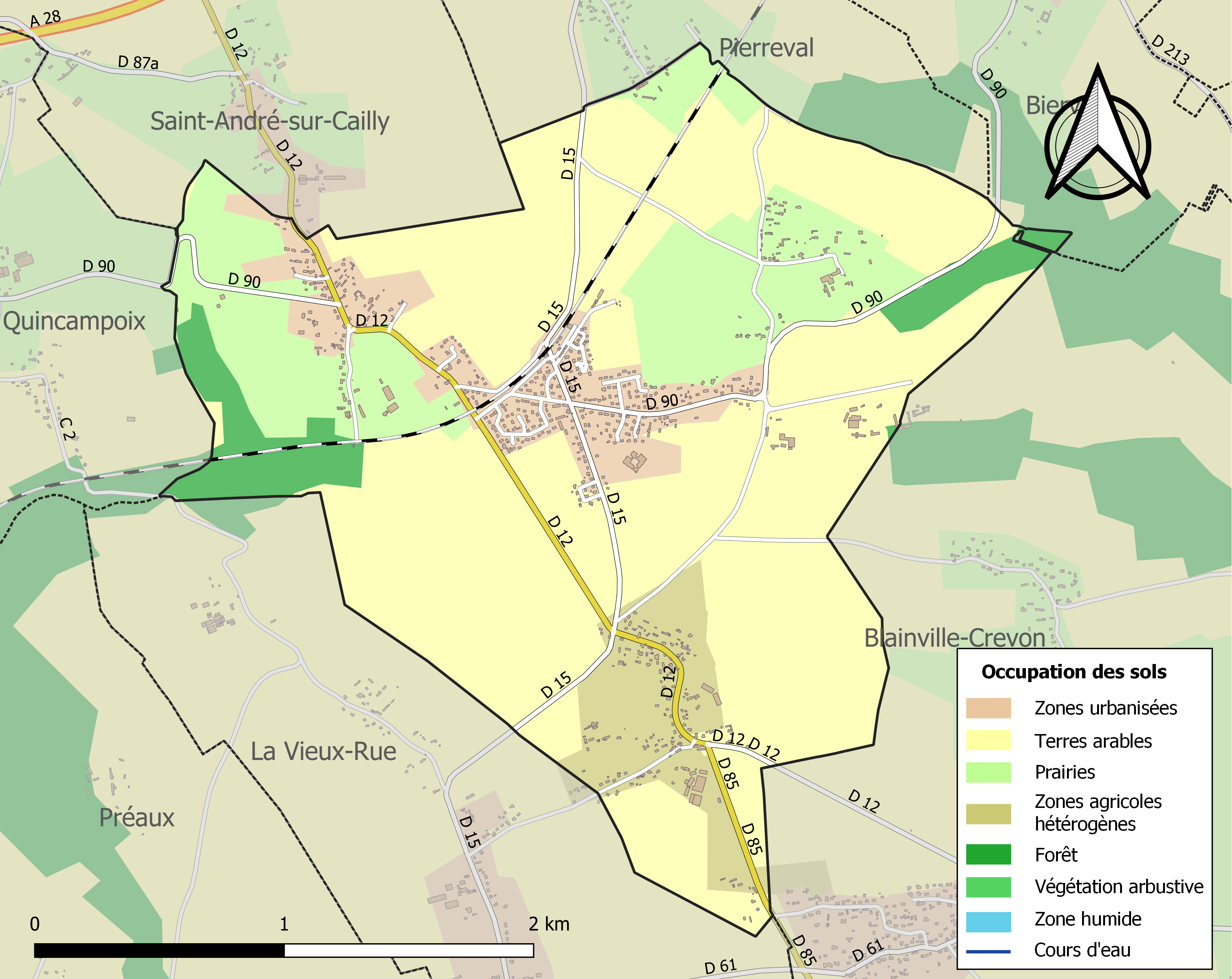
Carte des infrastructures et de l'occupation des sols de la commune en 2018 (CLC).

## Toponymie
Morgny avec La Pommeraye devient en 1822 : Morgny-la-Pommeraye, réunie à Vimont en 1825.
Morgny est attesté sous les formes ; Moregny entre 1337 et 1431 (Longnon) et entre 1319 et 1469; Seigneurie de Moregny et paroisse de Moregny la Pommerie en 1397 et 1399; Moregni entre 1392, 1403 et en 1471; Moregny en 1403; Ecclesia de Moreigniaco en 1438 et 1439; de Morgnyaco en 1466; Notre Dame de Morgny en 1472, en 1499 et en 1571; Seigneurie de Morigni en 1504; Fief de Morgny en 1560, en 1667 et en 1684; Notre Dame de Morgny en 1606 et en 1715; Morgny sur Blainville en 1781; Morgny en 1715 (Frémont) et en 1757 (carte de Cassini).
Pommeraye  est attesté sous les formes Pomereia en 1337; La Pomeroie en 1392; La Poumereye en 1403; Sainte Croix de la Pommeraye et La Pommeraye en 1715 (Frémont); La Pomeraye en 1757 (Cassini); La Pommeraye en 1953. La forme Moriniacum s'applique à Morgny mais dans l'Eure et non en seine maritime (vérification faite page 574 dans Toponymie générale de la France de Ernest Nègre)
Pommeraye : sens du toponyme, « verger de pommiers ».

## Histoire
Occupé déjà par les Francs, on trouve en 1850 sur le site, un cimetière recelant des objets de terre cuite et de pierre datant de cette époque. Une information consultable aux archives départementales nous confirme la présence de corps dans des cercueils de pierre.
En 1200, la paroisse de la Pommeraye est importante car ayant droit de marché. Dès la seconde moitié du XVIe siècle se tient le premier culte à Morgny. Les archives attestent la présence d'un prêtre dès le début du XVIIIe siècle. 
Au XVIIIe siècle s'ouvre une briqueterie destinée à la construction du château de Mondétour.
Les communes de la Pommeraye et Morgny seront réunies en 1822 (le dossier de cette réunion est consultable à la Bibliothèque nationale). Par contre, la commune de Vimont, distraite au canton de Ry, ne sera jointe qu'en 1825.
Le 18 mai 1940, un accident ferroviaire y fait une cinquantaine de morts et une centaine de blessés.
Lors de sa création, en 1994, la commune intègre la Communauté de communes du Moulin d'Ecalles, puis, depuis le premier janvier 2017, la Communauté de communes Inter-Caux-Vexin.

## Politique et administration
| Période                                  | Période                    | Identité        | Étiquette | Qualité                                                                                                |
| ---------------------------------------- | -------------------------- | --------------- | --------- | --- |
| Les données manquantes sont à compléter. |                            |                 |           | |
| avant 1988                               | 1994                       | Gérard Vandorpe |           | |
| 1994                                     | 11 février 2014,           | Michel Benoist  |           | Cadre chez Rhône-Poulenc à Saint-Aubin-lès-Elbeuf Président de la CC du Moulin d'Écalles (1994 → 2014) |
| 2014                                     | En cours (au 10 août 2020) | Pascal Sagot    |           | Agent de maîtrise retraité à la mairie de Rouen Réélu pour le mandat 2020-2026,                        |

## Démographie
L'évolution du nombre d'habitants est connue à travers les recensements de la population effectués dans la commune depuis 1793. Pour les communes de moins de 10 000 habitants, une enquête de recensement portant sur toute la population est réalisée tous les cinq ans, les populations de référence des années intermédiaires étant quant à elles estimées par interpolation ou extrapolation. Pour la commune, le premier recensement exhaustif entrant dans le cadre du nouveau dispositif a été réalisé en 2007.

En 2022, la commune comptait 1 068 habitants, en évolution de +5,33 % par rapport à 2016 (Seine-Maritime : +0,35 %, France hors Mayotte : +2,11 %).
| 1793 | 1800 | 1806 | 1821 | 1831 | 1836 | 1841 | 1846 | 1851 |
| ---- | ---- | ---- | ---- | ---- | ---- | ---- | ---- | ---- |
| 194  | 182  | 191  | 170  | 428  | 406  | 425  | 434  | 415  |

| 1856 | 1861 | 1866 | 1872 | 1876 | 1881 | 1886 | 1891 | 1896 |
| ---- | ---- | ---- | ---- | ---- | ---- | ---- | ---- | ---- |
| 384  | 406  | 449  | 398  | 400  | 410  | 422  | 422  | 389  |

| 1901 | 1906 | 1911 | 1921 | 1926 | 1931 | 1936 | 1946 | 1954 |
| ---- | ---- | ---- | ---- | ---- | ---- | ---- | ---- | ---- |
| 358  | 333  | 318  | 342  | 351  | 341  | 326  | 332  | 325  |

| 1962 | 1968 | 1975 | 1982 | 1990 | 1999 | 2006  | 2007  | 2012  |
| ---- | ---- | ---- | ---- | ---- | ---- | ----- | ----- | ----- |
| 313  | 309  | 474  | 590  | 793  | 892  | 1 007 | 1 023 | 1 003 |

| 2017  | 2022  | - | - | - | - | - | - | - |
| ----- | ----- | - | - | - | - | - | - | - |
| 1 023 | 1 068 | - | - | - | - | - | - | - |

## Culture locale et patrimoine

### Lieux et monuments
- Église Notre-Dame (XVIIe – XVIIIe siècle).
- Château de Mondétour (XVIIIe siècle)[41] situé en partie sur la commune de Blainville-Crevon.
- Manoir (XVIe siècle).

### Personnalités liées à la commune
- Pierre Renaudel, ami de Jean Jaurès, est né dans cette commune. Son père était instituteur à Morgny et habitait Vimont.

### Héraldique
| Armes de Morgny-la-Pommeraye | Les armes de la commune de Morgny-la-Pommeraye se blasonnent ainsi : d’azur à l’aigle bicéphale au vol abaissé d’or, au chef du même chargé d’un croissant de gueules surmonté d’une étoile du même, accosté, à dextre, d’un cygne marchant de sinople et à senestre, d’un genêt du même. |

Ce blason fut créé et dessiné en 1994 par Rémy Eliot. Il est simplement reconnu mais non officialisé.
Seul le nom des habitants, Morinois, a été validé par une délibération du conseil municipal.